# Ryjówka najmniejsza
Ryjówka najmniejsza (Sorex minutissimus) – gatunek ssaka z rodziny ryjówkowatych, występujący w północnej Eurazji i Ameryce Północnej.

## Systematyka
Gatunek został opisany naukowo w 1780 roku przez von Zimmermanna. Miejsce typowe to okolice Jeniseju w Kraju Krasnojarskim w Rosji. Należy do podrodzaju Sorex lub Eurosorex; wyróżniono 9 podgatunków, ale jest to niepewne. Osobniki z Finlandii miały 19 par chromosomów (2n=38), u tych z Syberii występuje 21 par chromosomów (2n=42; FN=74).

## Występowanie
Ryjówka najmniejsza ma bardzo duży zasięg występowania, żyje od Norwegii, Szwecji i Estonii po wschodnią Syberię, Sachalin, Hokkaido i prawdopodobnie północne Honsiu w Japonii. Na południu sięga do Mongolii, Chin i Korei Południowej. W 1994 roku stwierdzono jej obecność na Alasce, a w 2016 roku w środkowym Jukonie w Kanadzie, co pokazuje, że gatunek ma zasięg holarktyczny. Jest spotykana od poziomu morza do 1600 m n.p.m.
Występuje od lasotundry przez strefę tajgi, po lasy mieszane strefy klimatu umiarkowanego i lasostepy na południowym skraju zasięgu. Preferuje wilgotne lasy zdominowane przez świerki z grubą warstwą mchów, ale często jest spotykana także na terenach podmokłych, a nawet w suchych lasach sosnowych i na obszarach wycinki.

## Wygląd
Jest to niezwykle mały ssak, jeden z najmniejszych żyjących ssaków lądowych; tylko ryjówek etruski (Suncus etruscus) może mieć mniejsze rozmiary. Osiąga masę 1,6–2,5 grama. Grzbiet jest ciemnobrązowo ubarwiony, boki ciała i spód są jaśniejsze. Ma krótki i wąski ogon.

## Zachowania
Ryjówka najmniejsza jest owadożerna, zjada małe owady i ich larwy, pająki i ślimaki. W ciągu doby zjada 2–5 razy więcej pokarmu niż sama waży. Od maja do sierpnia samice rodzą młode, od 4 do 7 w miocie.

## Populacja
Ryjówka najmniejsza jest trudna do schwytania, przez co utrudnione są oceny jej liczebności. W Europie wydaje się mniej liczna niż inne sympatryczne gatunki z rodzaju Sorex, ale populacja wydaje się być stabilna. W Mongolii ma szeroki zasięg, ale małe zagęszczenie. Na Hokkaido jest bardzo rzadko spotykana. Nie są znane zagrożenia dla gatunku, wycinka drzew wydaje się nie mieć negatywnego wpływu na gęstość populacji.
Międzynarodowa Unia Ochrony Przyrody uznaje ryjówkę najmniejszą za gatunek najmniejszej troski. W ustawodawstwie europejskim została ujęta w załączniku III konwencji berneńskiej (Konwencja o ochronie gatunków dzikiej flory i fauny europejskiej oraz ich siedlisk) jako gatunek podlegający ochronie. W Mongolii 11% zasięgu znajduje się w obszarach chronionych.